# جلكى كستنائية
جلكى كستنائية (الاسم العلمي:Ichthyomyzon castaneus) هي نوع من الحيوانات المائية يتبع جنس الجلكى السمكية من فصيلة الجلكية.